# Nova S
Nova S ist ein serbischer Fernsehsender mit Sitz in Belgrad. Nova S sendet seit dem 24. März 2019 und ist neben Nova TV, Nova M und Nova BH Teil von United Media, einem Unternehmen, das im Besitz der United Group ist. Bekannt ist der Sender in Serbien, zu dem auch Radiosender gehören, durch Sendungen wie Veče sa Ivanom Ivanovićem.

## Geschichte
United Media gründete Ende 2017 einen Sender namens TOP TV, auf dem neue Filme und Serien ausgestrahlt wurden.
Nachdem United Media Nova TV zusammen mit den Namensrechten kaufte, änderte der Sender im März seinen Namen: Aus TOP TV wurde Nova S. Die erste Sendung, die auf Nova S ausgestrahlt wurde, war das Fußballspiel Serbien—Portugal. Die ersten selbst produzierten und ausgestrahlten Inhalte auf Nova S waren Veče sa Ivanom Ivanovićem, Utisak nedelje und Balkanskom ulicom.
Nova S hat seit dem 28. Februar 2020 ein eigenes Portal, auf dem neue Informationen hochgeladen werden.
Seit 30. Juni 2021 hat Nova S eine eigene Zeitung mit dem Namen „nova“.

## Fernsehprogramm

### Nachrichten
- N1 Dnevnik
- Među nama
- Pregled dana (Newsmax Adria)
- Probudi se
- Utisak nedelje

### Serien
- Aleksandar od Jugoslavije
- Ubice mog oca
- Vreme zla
- Kljun
- Konak kod Himlije
- Žigosani u reketu
- Senke nad Balkanom
- Vikend sa Ćaletom
- Kud puklo da puklo
- Lud, zbunjen, normalan

### Sonstige Sendungen
- Veče sa Ivanom Ivanovićem
- 4 i po muškarca
- 24 minuta sa Zoranom Kesićem
- Balkanskom ulicom
- Totalni obrt
- PLjiŽ
- Mentalno razgibavanje
- Zdravo misli sa dr Katarinom Bajec
- Domaćinske priče
- Kefalica
- Survivor Srbija